# Villa Medicea di Cafaggiolo
A Villa Medicea di Cafaggiolo (também conhecida como Castello Mediceo di Cafaggiolo) é um palácio renascentista situado nas proximidades da cidade toscana de Barberino di Mugello, no vale do Rio Sieve, cerca de 25 quilómetros a Norte de Florença. Foi uma das mais antigas e preferidas propriedades da Família Médici, tendo estado na posse da família desde o século XIV, quando pertenceu a Averardo de Médici. O filho de Averardo, João de Bicci de Médici, é considerado como o fundador da dinastia Médici.

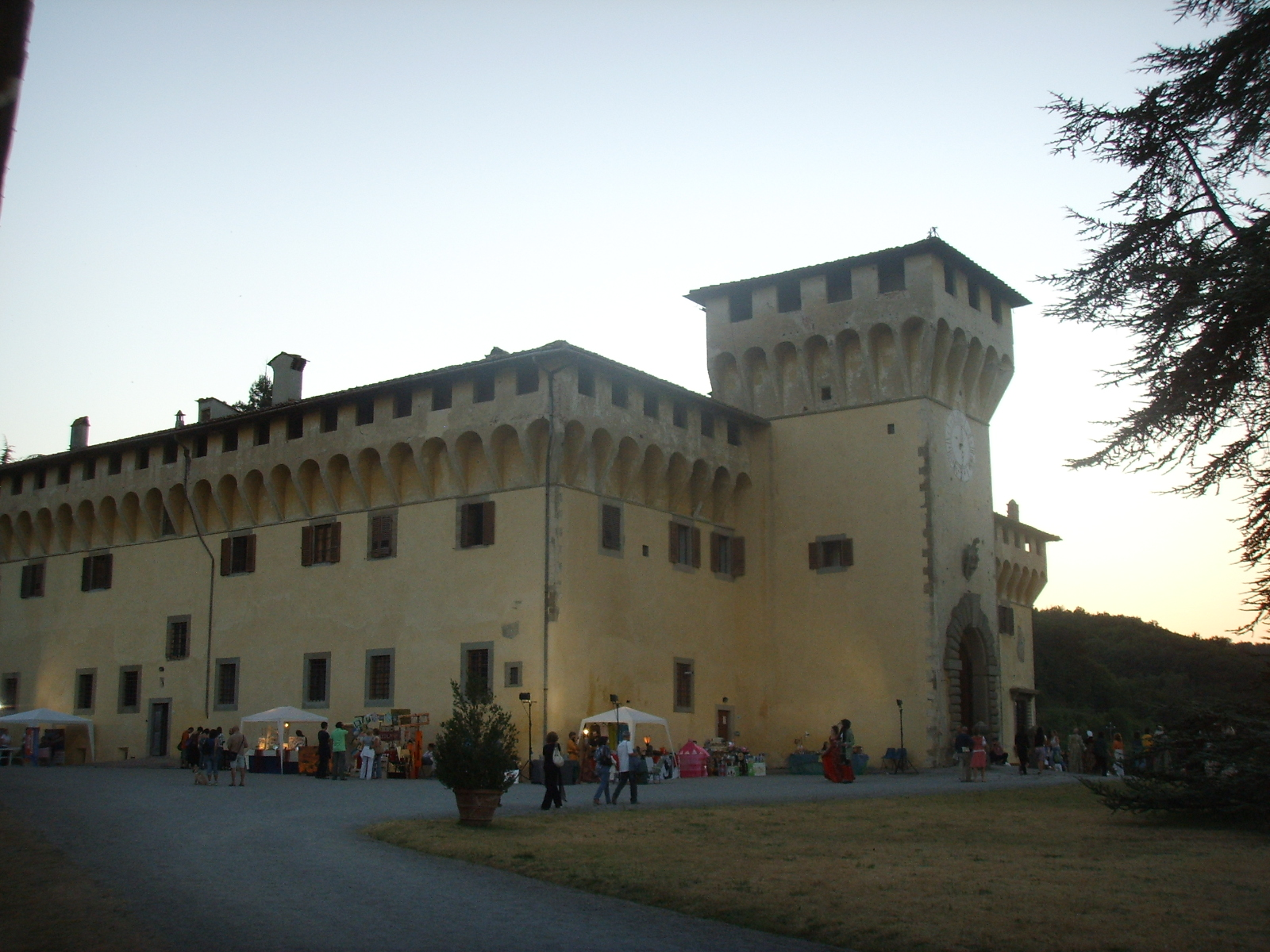
Fachada da Villa Medicea di Cafaggiolo.

A villa foi reconstruída segundo desenhos do eminente arquitecto renascentista Michelozzo, em 1452, tornando-se um local de encontro para alguns dos maiores intelectuais da Renascença italiana. A villa está localizada no Mugello, a região de onde a família Médici é originária. Embora não fosse de forma alguma a melhor ou maior das suas numerosas casas, os Médici visitavam-na com frequência: como consequência, a villa serviu de cenário a muitos eventos importantes na história da dinastia, desde a recepão de noivas Médici até ao assassinato de uma esposa Médici.

## História

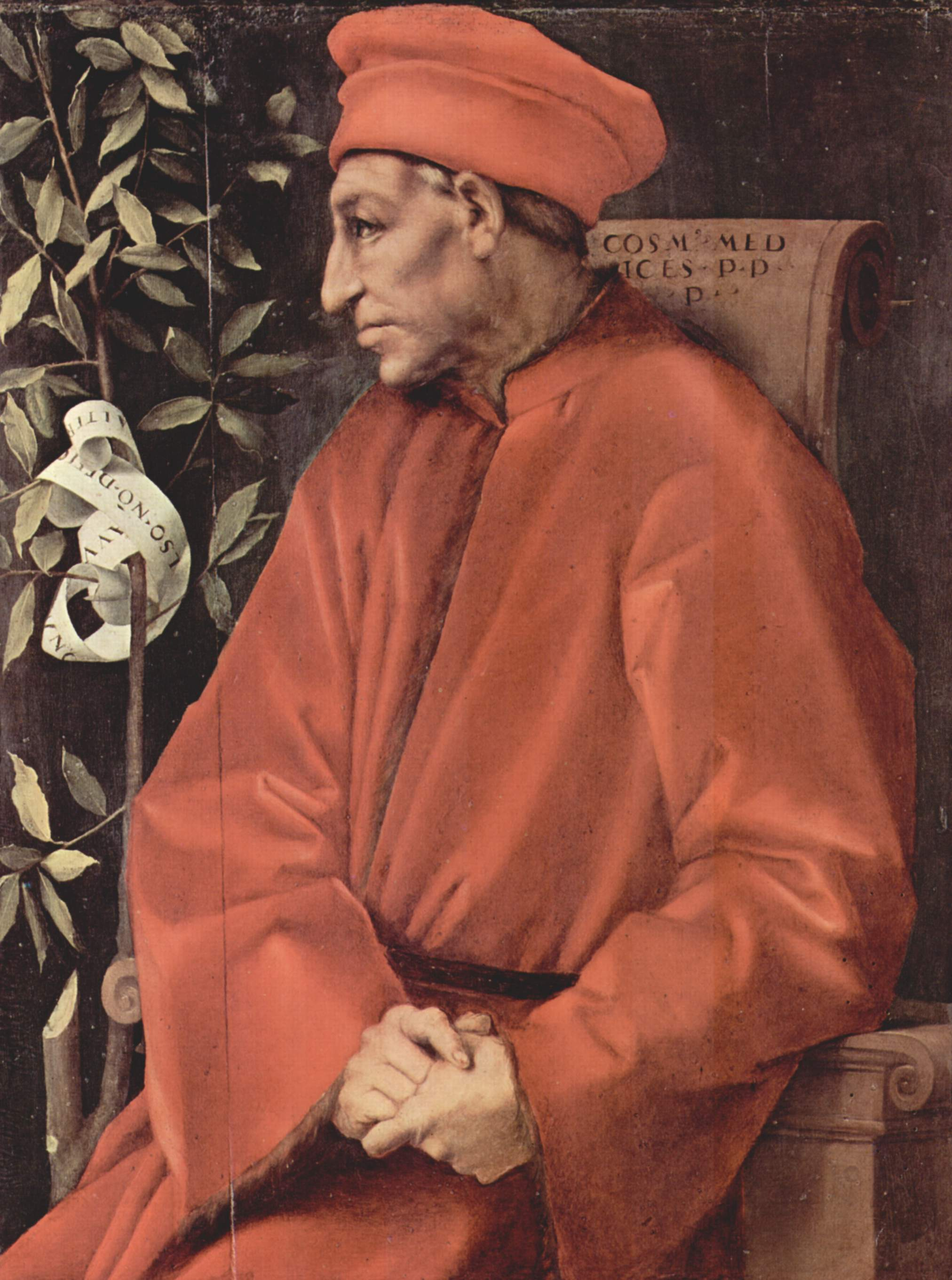
Cosme de Médici encomendou a conversão da fortaleza numa villa, em 1452.

Durante os séculos XV e XVI, a aristocracia toscana, the Tuscan aristocracy, que havia abandonado os seus castelos medievais por conveniência política, conforto e maior segurança na vida citadina, desenvolveu uma consciência estética que necessitava da ocupação sazonal de um refúgio rural. Pensaram que os novos valores humanistas poderiam ser encontrados num atraente cenário campestre, aprimorado por um jardim. A primeira destas villas foi construída pela família Médico, cuja abundância coincidiu com o início do período renascentista, cerca de 1420. O construtor da Villa Medicea di Cafaggiolo foi Cosme de Médici, cuja Villa Medicea di Careggi é considerada como o modelo das villas renascentistas de Florença. As villas iniciais, como é o caso destas duas, foram o resultado de uma reconstrução completa dos castelos Médici já existentes.
A origens da Villa Medicea di Cafaggiolo datam do século XIV. A fortezza, que pertencia à República de Florença em 1349, também era conhecida como "Cafaggiolo de Medici" em 1359, quando estava na posse de Averardo de Médici (falecido em 1363). Por herança, a fortaleza chegaria às mãos de Cosme e Lourenço de João de Médici, conjuntamente; e foi cedida à posse total de Cosme numa divisão de propriedades de 1451.
No ano seguinte, 1452, o neto de Averardo de Médici, Cosme de Médici (conhecido como Cosme o Velho - o primeiro dos Médici a combinar a liderança do banco da família com o governo da República de Florença) encarregou o seu arquitecto favorito, Michelozzo di Bartolomeo (habitualmente conhecido apenas como "Michelozzo"), de redesenhar a sua fortaleza de forma a torná-la num refúgio rural mais confortável, o qual poderia ser usado para a caça. Esta seria uma das villas construídas por Cosme, sendo as outras a Villa Medicea di Careggi e a  Villa Medicea del Trebbio. Michelozzo já havia desenhado o palazzo dos Médici em Florença - o Palazzo Medici Riccardi - e a nova villa de Cosme em Careggi. O arquitecto transformou a severa fortaleza num palácio rural acastelado - efectivamente, o castelo transformou-se numa villa.
Depois da morte de Cosme de Médici, em 1464, a villa tornou-se num pavilhão de caça do seu filho Piero. Piero foi sucedido, em 1469 pelo seu filho Lourenço de Médici (conhecido como "il Magnifico" - "o Magnífico"), tornando-se na sua residência preferida. Frequentemenet ocupada, tanto no Inverno como no Verão, tornou-se num local de reunião para os grandes intelectuais da época, que vinham tanto para as muitas festas dedicadas à caça, como meramente para o entreter a Corte com o seu ensino - por exemplo, sabe-se que Luigi Pulci terá lido ali, em voz alta, o seu Morgante (poema épico). Lorenço compôs muitas das suas canções em Cafaggiolo, e entreteve personalidades como Marsilio Ficino e os seus mais fiéis amigos, Poliziano e Pico della Mirandola.
A partir de 1476, Lorenzo il Magnifico necessitou de angariar fundos, uma vez que o Papa Sixto IV havia ocupado muitos dos seus lugares. Tomou empréstimos aos seus primos, de onde resultou a transferência da posse da villa, depois de negociações prolongadas, para Lorenzo di Pierfrancesco e o seu irmão João, em 1485. Cafaggiolo desta forma, durante algum tempo, para o ramo mais jovem da família Médici— que estabeleceu uma manufactura de majólica em edifícios exteriores à villa — até que todas as propriedades Médici foram uam vez mais reagrupadas nas mãos de Cosme I, Grão-Duque da Toscana.
O Papa Médici Leão X (anteriormente João de Lourenço de Médici), que passara uma parte da sua infância na propriedade, reuniu uma breve Corte na villa, no dia 15 de Dezembro 1515, no regresso das suas conversações secretas com Francisco I de França em Bologna, nas quais, ao que parece, terá feito um jogo duplo nos seus esforços de conduzir os franceses para fora de Itália.

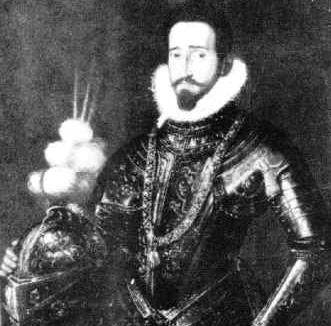
Pietro de Médici assassinou a sua esposa na Villa Medicea di Cafaggiolo em 1576.

Em 1576, o palácio foi cenário do assassinato de uma esposa Médici. Negligenciada pelo seu marido, Eleanora de Toledo, a esposa de Pietro de Médici, havia conduzido um caso amoroso ilícito com Bernardino Antinori, um jovem nobre. O seu caso veio à luz do dia quando Antinori matou um companheiro nobre, Francesco Ginori, em defesa própria. Antinori confessou o seu crime e foi banido para Elba pelo cunhado de Eleanora, Francesco I de Médici, Grão-Duque da Toscana. A partir de Elba, Antinori, de forma imprudente, enviou cartas de amor a Eleanora. Estas cartas caíram nas mãos do Grão-Duque que, prontamente, mandou matar Antinori para preservar a honra da família. No dia 1 de Julho de 1576, Pietro, o marido traído, chamou a sua esposa ao palácio, onde a assassinou - pensa-se que com a sua espada. Os registos do assassinato foram suprimidos e foi anunciado que Eleonora morrera vitimada por um ataque cardíaco. Eleanora foi sepultada, com toda a pompa e honra habitualmente concedida a um membro da família Médici, na Capela Médici (o mausoléu de família) na Basilica di San Lorenzo. O seu marido homicída foi mandado da Corte florentina para a Corte de Espanha até à sua própria morte, em 1604.
Em 1737, aquando da morte de Gian Gastone de Médici, o último governante Médici da Toscânia, Cafaggiolo passou para a posse dos sucessores dos Médici, a Casa de Habsburgo-Lorena, na pessoa de Francisco I, Sacro Imperador Romano-Germânico. Como consorte da futura Imperatriz Maria Teresa da Áustria, raramente visitou a Toscânia, permanecendo em Viena.
Qua a Villa Medicea di Cafaggiolo foi uma das casas favoritas dos Médici não há dúvida, talvez por ter sobrevivido como residência da família por mais tempo que muitas das outras: o grande Palazzo Vecchio, a sua sede de poder, foi subsequentemente trocado, em 1587, pelo Palazzo Pitti. Outra villa de Cosme de Médici desenhada por Michelozzo, a Villa Medicea del Trebbio, foi vendida, em 1644, por Ferdinando II a Giuliano Serragli por 113.500 scudos.
Em 1864, o pala´cio foi vendido pelo Governo Italiano ao Príncipe Marcantonio Borghese. Borghese empreendeu um vasto programa de reconstruções, alterando muito do desenho de Michelozzo. O novo desenho arrastou para longe as fortificações restantes, tal como um fosso e as muralhas da cerca, enquanto que os interiores eram decorados num estilo mais antigo, medievalizado.

## Arquitectura

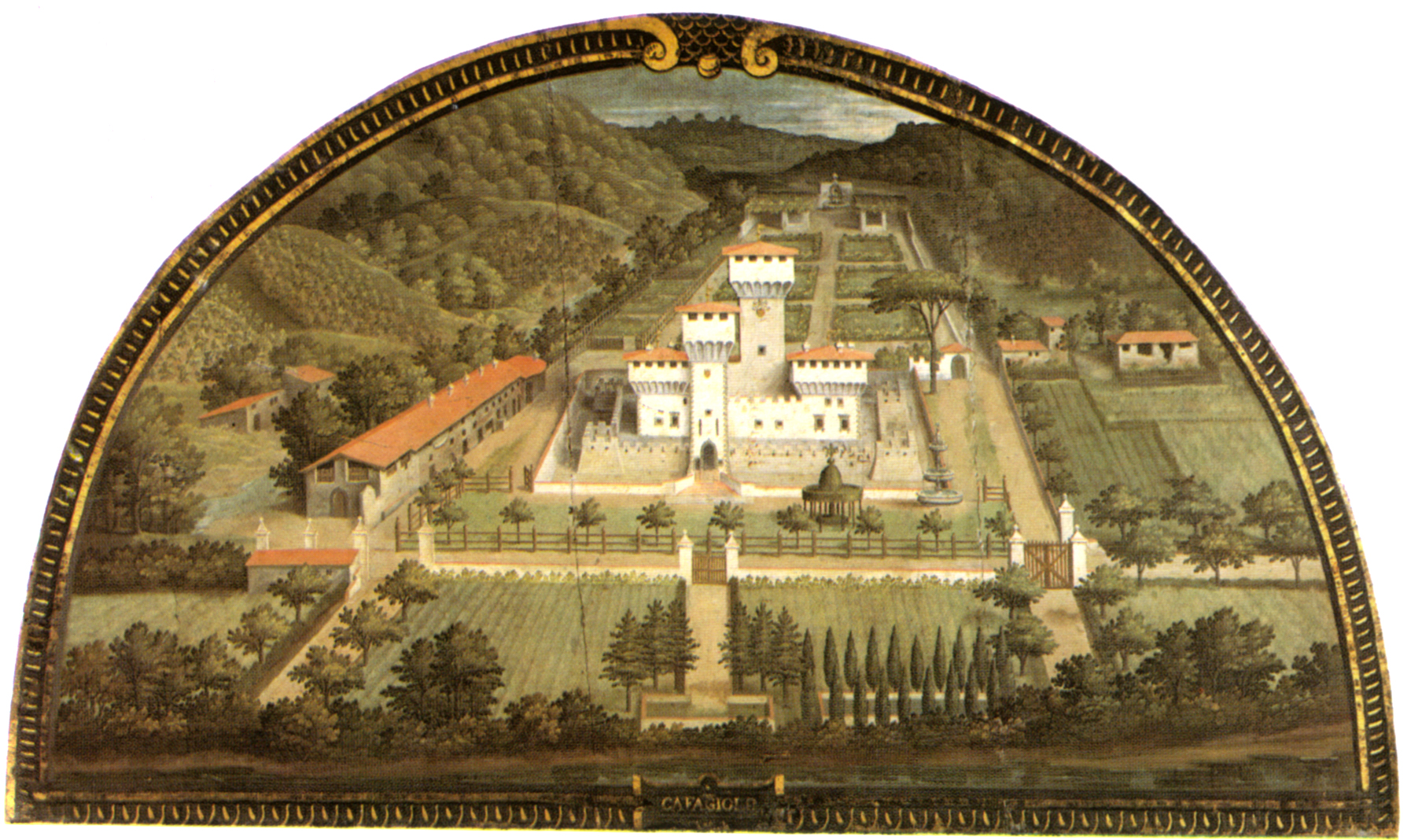
O Castello Mediceo di Cafaggiolo representado numa pintura de Giusto Utens, 1599.

Ao contrário de muitas das residências toscanas criadas pela família Médici, a Villa Medicea di Cafaggiolo não adere aos ideais da Arquitetura do Renascimento. Isto não pode ser atribuído à sua data de 1452, o ano em que Michelozzo foi encarregado de transformar o edifício de castelo para villa. O prieiro edifício verdadeiramente renascentista, o Ospedale degli Innocenti (Hospital dos Inocentes), em Florença, havia sido desenhado mais cedo, em 1419, e Michelozzo havia provado o seu entendimento da nova forma em 1444 com o seu desenho para a extensão com dez lados da florentina  Basilica della Santissima Annunziata di Firenze, inspirada por uma planta do templo romano de Minerva Medica, e entre 1444 e 1460 construiu o primeiro dos palazzos renascentistas do século XV, o  Palazzo Medici Riccardi, para Cosme de Médici. Este palácio providencia uma outra possível razão para o desenho conservador do castelo - a nobreza florentina havia criticado fortemente Cosme de Médici pelo que foi considerado um (pretensioso desenho do mais renascentista Palazzo Medici Riccardi.
O estilo da arquitectura das villas foi uma deliberada retrospectiva de quattrocento - um estilo e período que combinou os estilos Gótico e clássico, e uma época de transformação, a qual foi o nascimento da Renascença, talvez melhor exemplificado pela cúpula da Catedral de Floença da autoria de Brunelleschi, iniciada em 1417. A cúpula, por si só um elemento clássico, é gótica no uso que faz dos arcos apontados, mas ergue-se até um óculus clássico, ou em resumo, "Gótico na forma mas renascentista nos detalhes". No estilo, a Villa Medicea di Cafaggiolo lembra o Palazzo Vecchio, a mais antiga residência florentina dos Médici, para o qual Michelozzo também fez alterações enquanto a villa estava a ser construída.
Apesar de, à primeira vista, a arquitectura do Castello Mediceo di Cafaggiolo parecer mais a de um castelo medievals que a de uma villa, com uma torre ameada na frente, flanqueada por duas alas igualmente ameadas, reforçada por bastiões em cada esquina. Estes elementos góticos e renascentistas não foram incluídas por Michelozzo para reter velhas estruturas da anterior fortaleza mas, 33 anos depois do início do Ospedale degli Innocenti de Brunelleschi, mas com o motivo deliberado de realizar a necessidade humanista, segundo a qual uma villa devia ser "um lugar para o espírito descansar", o que era compatível com os edifícios construídos para uso como refúgio rural e pavilhão de caça. As seu ameamento, na verdade não mais que um frontão projectado com ameias, suportado por pequenos arcos e mísulas, foram realizados com intenções decorativas e não de defesa. Isto não quer dizer que a villa fosse completamente vulnerável, e isso é evidente na arquitectura. O clima político do período requeria que todas as casas nobres fossem semi-fortificadas; assim, tal como no desenho dos primeiros grandes palácios urbanos, o piso térreo era "um pátio defendido, rodeado por salas da guarda e alojamentos para os homens em armas". Esta estrutura ditou a fenestração: as janelas são poucas, pequenas e altas a partir do chão no piso mais baixo, enquanto que as dos andares mais altos, ocupado pela própria família, eram maiores e mais abundantes. A pintura que Giusto Utens fez da Villa Medicea di Cafaggiolo em 1599, não mostra nada na via de outas defesas e fortificaçõs: sabe-se que existiu um fosso, provavelmente um dos poucos elementos conservados da velha fortaleza.
A vista pintada por Giusto Utens em 1599 mostra a villa tal como foi concluída por Michelozzo. Construída em volta de um pátio, a frente aparece em grande medida com a sua aparência actual, mas com uma grande torre dominando o edifício nas traseiras. É possível que esta torre, agora demolida, tenha sido conservada da antiga fortaleza. Existe uma torre semelhante na Villa La Petraia, uma outra villa Médici, a qual Bernardo Buontalenti manteve em 1575 quando converteu essa villa, a partir de uma antiga fortaleza, para Francesco de Médici.

## Jardins
Tal como a arquitectura renascentista olhou para trás, para as da Antiguidade Clássica, assim fez o desenho de jardins do mesmo período. Os jardins da Renascença foram aterraçados com ilex, bosques e passeios bordejados por murta e estatuária, tal como os da Roma Antiga. Para os nobres humanistas da Renascença, os jardins tinham tanta importância quanto a villa. As marcas da arquitectura renascentista foram a simetria, o equilíbrio e as proporções precisas, e se a própria Villa Medicea di Cafaggiolo não conheceu estas demandas, isso aconteceu certamente com os seus jardins. Os princípios do Renascimento foram estritamente aplicados ao desenho do jardim: durante esta era o jardim passou a ser visto como uma extensão da própria casa e desse modo arranjado com a mesma ordem. A estatuária e a organização foram colocados tal como no interior do palácio - secções revestidas e compartimentadas representando as salas e galerias. Grutas providenciavam não só protecção do Sol, mas também um cenário para cenas alegóricas representadas na estatuária e na água. Em Cafaggiolo, foram empregues os maiores escultores da época para a criação de fontes, grutas e estátuas, incluindo Tribolo, Vasari e Buontalenti, que criou um quadro escultórico representando cenas em pedra concebidas por Benedetto Varchi.
A vista da villa pintada por Utens em 1599 também mostra outro elemento de jardim popular na época - água. Frequentemente um produto escasso, quando a água estava disponível, esta era canalizada para fontes e cascatas - providenciando não só a óbvia irrigação, mas também movimento e som. A presença de água permitia o maior luxo nos jardins toscanos, relva verde. Este símbolo de luxo era habitualmente plantado só nas imediações da casa, onde podia ser constantemente admirado. A Ars topiaria (arte de criar esculturas com arbustos) e as sebes, as quais exigiam menos humidade, eram usadas preferencialmente para dar cor à plantação, providenciando o isolamento necessário para dividir o jardim em secções compartimentadas, sombreando e dando vida verde à estatuária. Desta forma, o jardim renascentista tornou-se num símbolo da riqueza e cultura do seu proprietário, tanto quanto a sua casa ou a sua colecção de arte.

## Majólica de Cafaggiolo
O longo edifício exterior à esquerda do palácio é conhecido como a Manica Lunga, a "ala longa"; este edifício foi usado para a manufactura da cerâmica vidrada conhecida como majólica. O inventário de 1498 regista que fornaze col portico da cuocere vaselle ("fornos para cozer olaria") na piazza murata (cerca muralhada) foram deixados a Piero e Stefano foraxari, os  "mestres forneiros" da manufactura de majólica pela qual Cafaggiolo tem fama. Estes são Piero e Stefano di Filippo da Montelupo, que organizaram os fornos sob o patrocínio dos Médici, em 1495.

## Actualidade
o palácio encontra-se, actualmente, na posse privada de um consórcio, que o usa para conferências, festas de casamento e eventos corporativos, enquanto que o recinto e os edifícios exteriores foram convertidos em apartamentos.

## Outras leituras
- G. Pieraccini, La stirpe de' Medici di Cafaggiolo (Florença) 1924.